# Eos (género)
Eos é um gênero de papagaios pertncendo à subfamília Loriinae. Há seis espécies ao todo, endêmicas à Indonésia. Seu habitats inclui florestas, plantações de coco e manguezais. Eles se introduzem em árvores floridas para capturar o néctare o pollen com suas línguas. Também-se alimentam de frutas e insetos.
Eles têm 24–31 cm de comprimento. A plumagem é principalmente vermelha com azul, com marcas pretas e roxas. Ameaças a estas aves incluem desmatamento e o tráfico ilegal de aves. O Eos histrio é uma espécie ameaçada e o Eos cyanogenia é classificado como uma espécie vulnerável.

## Espécies
- Lóris de asa preta, Eos cyanogenia
- Lóris vermelho, Eos squamata
- Lóris de risca azul, Eos reticulata
- Lóris azul, lóris-arlequin, Eos histrio
- Loris-borneo, Eos bornea
- Lóris de orelha azul, Eos semilarvata

## Fotos

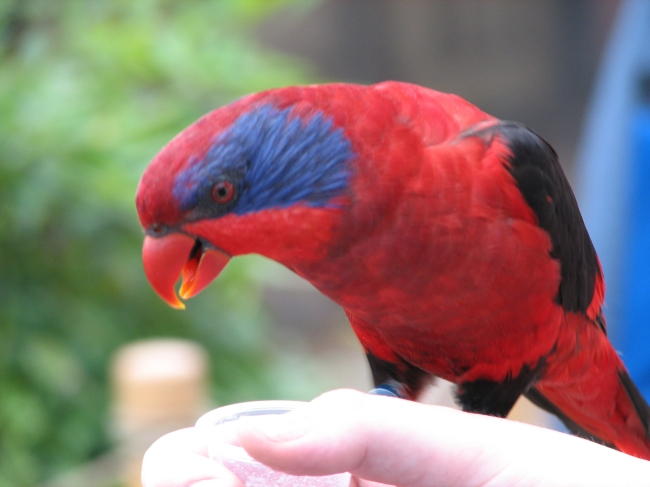
Eos cyanogenia
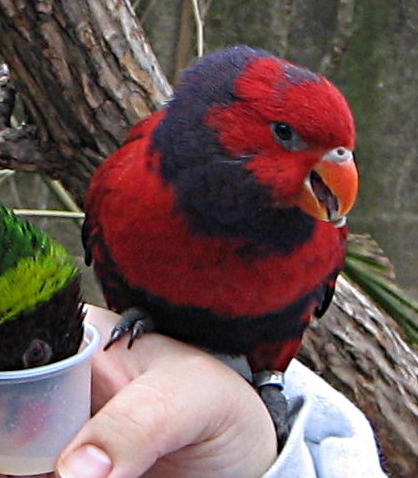
Eos squamata
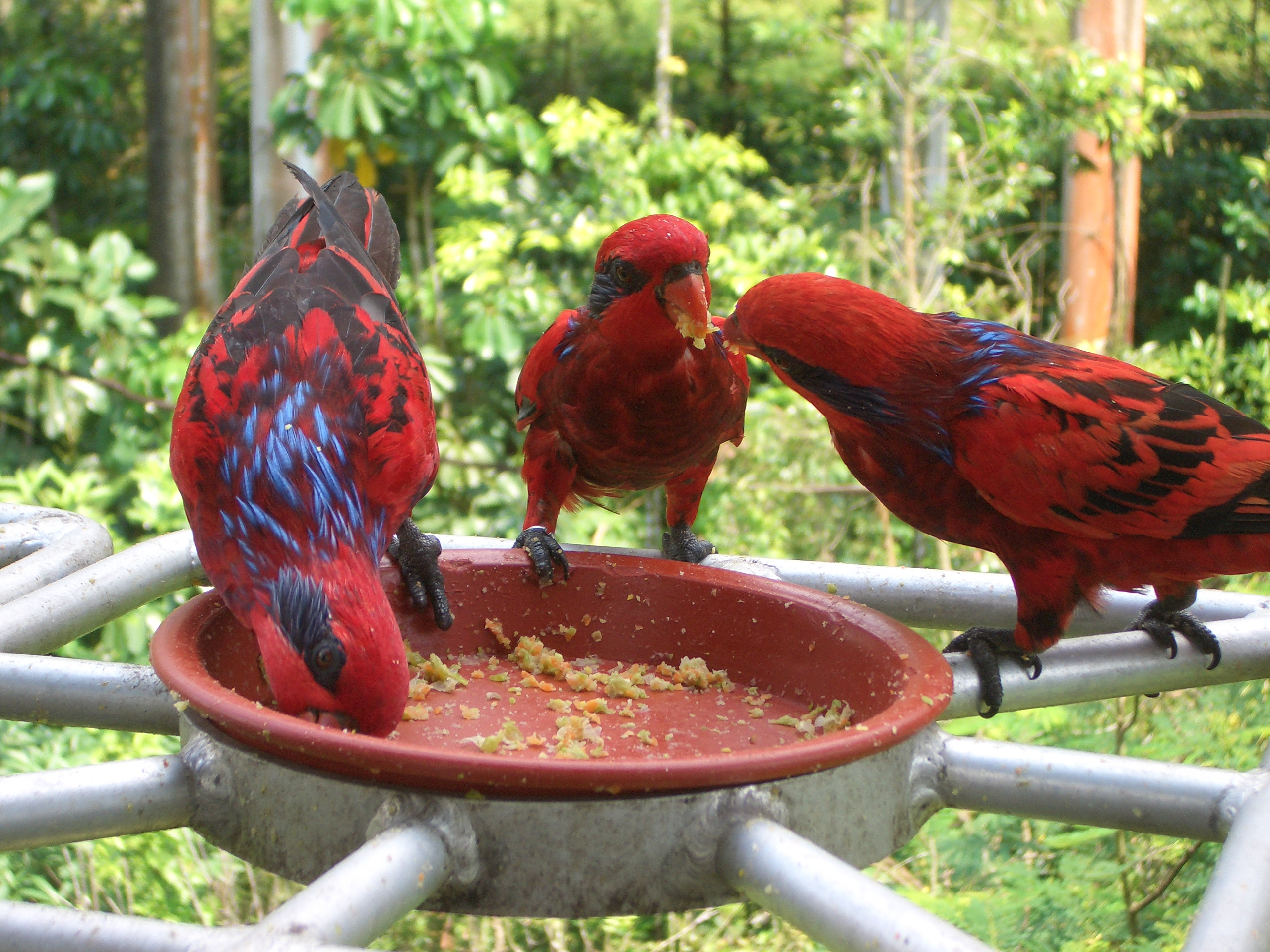
Eos reticulata
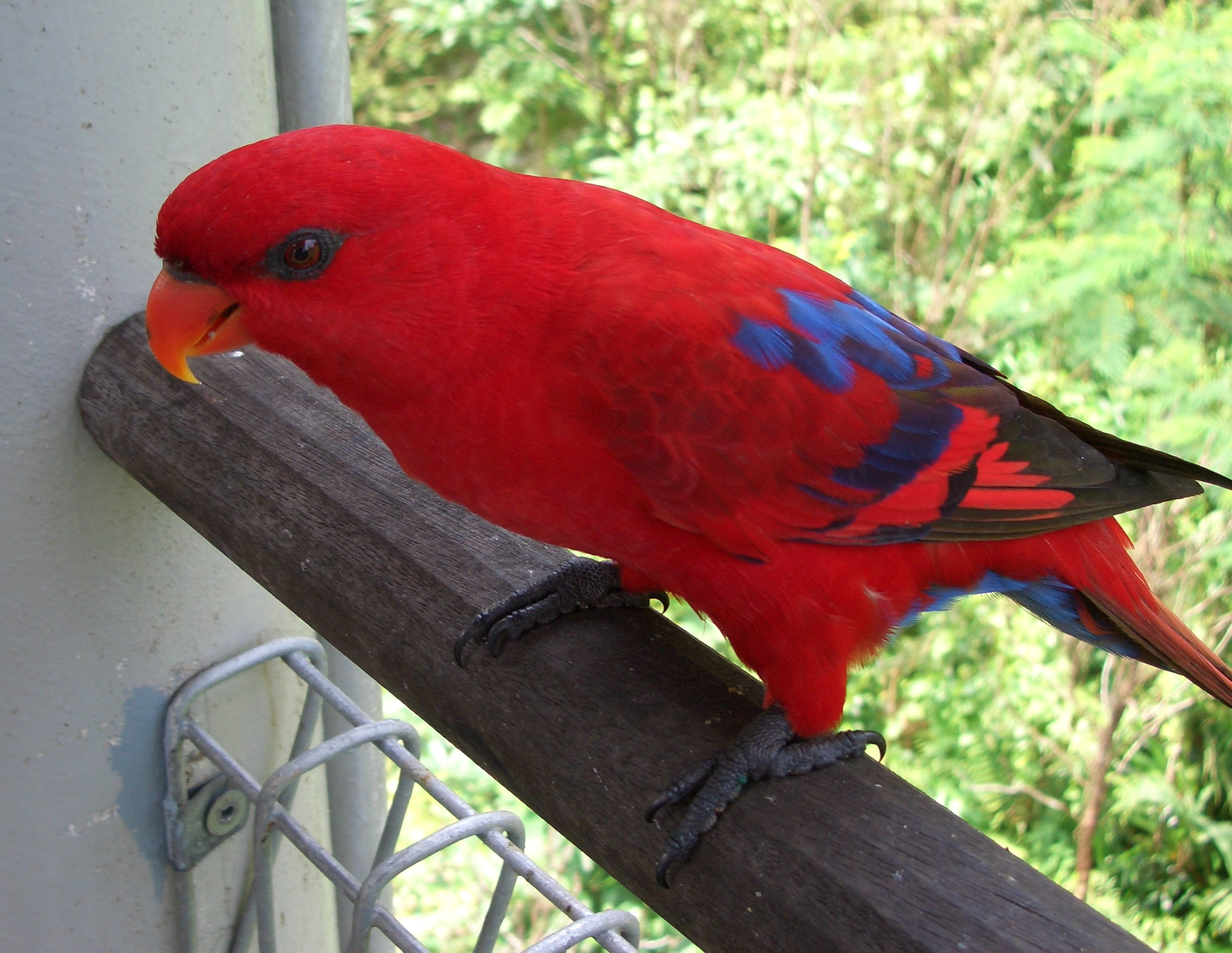
Eos bornea

https://avibase.bsc-eoc.org/species.jsp?lang=PT&avibaseid=5B9183E866BDCA6D